# 烏姆哈杰爾
烏姆哈杰爾是乍得中部的城市，由巴塔區負責管轄，位於巴塔河畔，市內有機場設施，海拔高度354米，人口21,178。在1982年、1990年2010年，政府和反對派曾爭奪烏姆哈杰爾控制權。
13°17′40″N 19°41′29″E / 13.29444°N 19.69139°E